# Ca' Raffaello
Ca' Raffello is een plaats (frazione) in de Italiaanse gemeente Badia Tedalda.

## Geografie
Hoewel het politiek tot de Toscaanse provincie Arezzo behoort, wordt het geografisch omringd door gemeenten binnen de regio Emilia-Romagna, te weten Casteldelci, Pennabilli en Sant'Agata Feltria. Het is een exclave die voor 15 augustus 2009 nog bij Marche was ingedeeld.